# Special Olympics Dominica
Special Olympics Dominica (englisch: Special Olympics Dominica) ist der dominicanische Verband von Special Olympics International, der weltweit größten Sportbewegung für Menschen mit geistiger Beeinträchtigung und Mehrfachbeeinträchtigung. Ziel ist die sportliche Förderung dieser Personengruppe und die Sensibilisierung der Gesellschaft für sie. Außerdem betreut der Verband die dominicanischen Athletinnen und Athleten bei den Special Olympics Wettbewerben.

## Geschichte
Special Olympics Dominica wurde in den späten 1970er Jahren mit Sitz in Roseau gegründet.

## Aktivitäten
2021 waren 63 Athletinnen, Athleten und Unified Partner sowie 4 Trainer bei Special Olympics Dominica registriert.
Der Verband nahm 2022 an den Programmen Law Enforcement Torch Run (LETR), Athlete Leadership, Healthy Athletes, Young Athletes, Motor Activities Training Program (MATP) und Unified Sports teil, die von Special Olympics International ins Leben gerufen worden waren.

### Sportarten
Folgende Sportarten wurden 2022 vom Verband angeboten:
- Boccia (Special Olympics)
- Fußball (Special Olympics)
- Leichtathletik (Special Olympics)

### Teilnahme an Weltspielen vor 2020
• 2011 Special Olympics World Summer Games, Athen
• 2013 Special Olympics World Winter Games, PyeongChang, Südkorea
• 2015 Special Olympics World Summer Games, Los Angeles, USA
• 2019 Special Olympics, World Summer Games, Abu Dhabi (7 Athletinnen und Athleten)

### Teilnahme an den Special Olympics World Summer Games 2023 in Berlin
Special Olympics Dominica nahm an den Special Olympics World Summer Games 2023 teil. Die Delegation aus 15 Personen wurde vor den Spielen im Rahmen des Host Town Program von Ladenburg und Ilvesheim betreut. Leiter der Delegation war Ainsworth Irish, ein früherer Polizeioffizier. Das Team gewann bei diesen Weltspielen vier Silbermedaillen und eine Bronzemedaille.